# Мирошниковское водохранилище
Мирошниковское водохранилище — небольшое русловое водохранилище на реке Коленивка (левый приток реки Коломак). Расположено в Коломакском районе Харьковской области у села Мирошниковка. Водохранилище построено в 1971 году по проекту Харьковского филиала института «Укргипроводхоз». Назначение — орошение, рыборазведения, рекреация. Вид регулирования — сезонное.

## Основные параметры водохранилища
- Нормальный подпорный уровень — 113,0 м;
- Форсированный подпорный уровень — 114,5 м;
- Полный объем — 1 542 000 м³;
- Полезный объем — 1 442 000 м³;
- Длина — 3,55 км;
- Средняя ширина — 0,22 км;
- Максимальные ширина — 0,43 км;
- Средняя глубина — 2,0 м;
- Максимальная глубина — 5,0 м.

## Основные гидрологические характеристики
- Площадь водосборного бассейна — 81 км².
- Годовой объем стока 50 % обеспеченности — 3,40 млн м³.
- Паводковый сток 50 % обеспеченности — 2 680 000 м³.
- Максимальный расход воды 1 % обеспеченности — 67,8 м³/с.

## Состав гидротехнических сооружений
- Глухая земляная плотина длиной — 320 м, высотой — 7,5 м, шириной — 10 м. Заделка верхового откоса — 1:8, низового откоса — 1:3.
- Шахтный водосброс из монолитного железобетона высотой — 4,8 м, размерами 2(3×5) м.
- Водосбросный тоннель длиной — 30 м, размерами 2(2,5×3) м.
- РекомендуемыЙ водовыпуск из двух стальных труб диаметром 400 мм, оборудованных защелками. Расчетный расход — 0,63 м³/с .

## Использование водохранилища
Водохранилище было построено для орошения в колхозе «50 лет Октября» Валковского района. В настоящее время используется для нужд рыборазведения ООО «Энтранс».